# Jan Assmann
Jan Assmann (født 7. juli 1938, død 19. februar 2024) var en tysk egyptolog og religionsforsker.

## Biografi
Jan Assmann studerede Egyptologi, Klassisk arkæologi og Klassiske Studier i München, Heidelberg, Paris og Göttingen. Han var professor i Egyptologi i Heidelberg fra 1976 til 2003 og blev Æresprofessor i Almen Kulturvidenskab ved universitetet i Konstanz.

## Arkæologisk feltarbejde
Han arbejdede fra 1967 med arkæologiske udgravninger i Theben.

## Forskningsområder
Egyptisk religion og litteratur (i teoretisk og komparativt perspektiv), religiøse studier (navnlig forholdet mellem poly- og monoteisme), kulturel teori (kulturel hukommelse), og egyptisk indflydelse på europæisk idéhistorie.

## Teorier og ideer
Et centralt tema i Jan Assmanns forskning er knyttet til begrebet kulturel hukommelse. Hermed mente han, at en social gruppe definerer sig og skaber sin identitet gennem en fælles opfattelse og bearbejdelse af en fælles fortid. Gruppens sociale identitet og selvopfattelse konkretiseres og antager fast form gennem den løbende fortolkning – og omfortolkning – af en fortid, som herigennem fastholdes som fælles. Uden en sådan tradition vil gruppen ikke kunne fortsætte med at eksistere som sådan. Det er altså en social proces: (Assmann lægger klar distance til f.eks. Jungianske forestillinger om arketyper), hvorved gruppen udvikler strategier til at skabe forståelse af aktuelle problemer og samling om fremtidige mål. Afgørende i den forbindelse er ikke, hvad der faktisk skete i fortiden, eller for den sags skyld om der overhovedet skete noget. Den aktuelle kontekst anlægger sit eget perspektiv på fortiden og definerer dens relevans.
Kulturel hukommelse forudsætter ikke en skriftkultur, men hvis en bevidsthed om enhed og tilhørsforhold skal fastholdes over flere generationer er det nødvendig med en aktiv indsats med henblik på at skabe former og rammer for traditionens kommunikative udfoldelse. Det kan ske i form af kultiske ritualer eller forskellige former for systematisk indprentning af traditionerne. 
Indførelsen af et skriftsprog medfører ikke nødvendigvis afgørende ændringer i disse betingelser. I det mindste ikke på kort sigt, men Assmann fremhæver det paradoks, at den skriftlige form åbner mulighed for en langt højere grad af variation end den mundtlige. Det er en form for kontrolleret afvigelse, netop fordi det hele tiden er muligt at vende tilbage til den skrevne tekst og dermed hindre, at man kommer alt for langt af sporet. Teksten ligger ikke fast i en endegyldig form. Med Paul Zumthors formulering: Den har mouvance. Dvs. den bliver omformuleret, forklarende afsnit bliver indføjet osv. 
Et emne, der interesserede Assmann, var kulturel hukommelse i Deuteronomium (5. Mosebog). Han identificerede her syv centrale procedurer for kulturelt formet hukommelse:
- udenadslære
- oplæring og konverserende hukommelse
- synliggørelse, symboler
- lagring og offentliggørelse/udgivelse
- kollektiv hukommelsesfester
- mundtlig overlevering, poetiske udtryksformer
- kanonisering

Assmann mener, at der i forlængelse heraf etableres en ny form for religion af en langt mere dybtgående og forpligtende karakter, men også en religion som i bund og grund er intolerant over for andre religioner. Assmann karakteriserer den som en kontra-religion, fordi dens afgørende definerende træk er ''den mosaiske sondring''; dvs. den er monoteistisk i den eksklusive forstand, at den totalt afviser eksistensen af andre ”guder”. Den står for absolut sandhed i modsætning til løgn og afgudsdyrkelse. I forlængelse heraf introducerer han begrebet voldens teologi, dvs. den teologisering af forskellen mellem ven og fjende, som afspejler sig i Gl. Testamentes ekstremt voldelige sprogbrug i omtalen af anderledes troende og, især, af frafaldne. Igen var det mnemohistorien, der interesserede Assmann, ikke om de bloddryppende beretninger bygger på en faktisk virkelighed. Efter Assmanns opfattelse afspejler de bestræbelserne på at skabe grundlag for enhed og sammenhold i forhold til en ny religion. For ham er det afgørende ikke om monoteismen blev gennemført ved vold, men hvorfor gennemførelsen blev fremstillet og erindret i voldens sprog.

## Inspirationskilder
Jan Assmann henviser ofte til Maurice Halbwachs og Aby Warburg som forløbere for teorien om kulturel hukommelse. Selve begrebet er udviklet af Aleida Assmann, der var gift med Jan Assmann. I hans værker er der også hyppige referencer til Friedrich Nietzsche, Sigmund Freud og Thomas Mann.

## Debat
Jan Assmanns teorier vakte betydelig opsigt og resulterede i en omfattende videnskabelig debat. I mere tilspidset, polemisk form er de blevet taget til indtægt for politiske standpunkter på begge sider i konflikterne mellem Israel og de arabiske lande.

## Værker
- Jan Assmann: Ägypten – Theologie und Frömmigkeit einer frühen Hochkultur (Verlag W. Kohlhammer, Stuttgart 1984)
- Jan Assmann: Ma'at. Gerechtigkeit und Unsterblichkeit im Alten Ägypten (Verlag C.H. Beck, München 1990)
- Jan Assmann: Das kulturelle Gedächtnis. Schrift, Erinnerung und politische Identität in frühen Hochkulturen (Verlag C.H. Beck, München 1997)
- Jan Assmann: Moses the Egyptian (Cambridge. Mass. 1997)
- Jan Assmann: Herrschaft und Heil. Politische Theologie in Altägypten, Israel und Europa (Carl Hanser Verlag München 2000)
- Jan Assmann: Religion und kulturelles Gedächtnis (Verlag C.H. Beck, München 2000)
- Jan Assmann: Der Tod als Thema der Kulturtheorie. Todesbilder und Totenriten im Alten Ägypten (Suhrkamp Verlag, Frankfurt am Main 2000)
- Jan Assmann: Die Mosaische Unterscheidung oder der Preis des Monotheismus (Carl Hanser Verlag, München 2003)
- Jan Assmann: Monotheismus und die Sprache der Gewalt (Picus Verlag, Wien 2006)
- Jan Assmann: Religion and Cultural Memory (2006) [engelsk oversættelse af Religion und kulturelles Gedächtnis 2000]
- Jan Assmann: Of God and Gods (University of Wisconsun Press 2008)